# It's Over 9000!
It's Over 9000!（イッツ オーバー ナインサウザント、あるいは単にOver 9000!、「9000以上だ！」の意）は英語圏で2006年から有名になったインターネット・ミームである。日本のアニメ作品『ドラゴンボールZ』の第28話「サイヤ人の猛威！ 神様もピッコロも死んだ」（アメリカでは1997年4月19日放映）が英語に吹き替えられる際に改変されたセリフがもとになっている。数や量が計算できないほど大きいものを表現するときに使われるのが一般的であるが、デモチベーターや荒らしの素材として使われることもある。
『ドラゴンボールZ』の第28話は、カナダのアニメ制作会社オーシャン・プロダクションによる英語版シリーズの第21話にあたり、敵役であるサイヤ人・ベジータの声をブライアン・ドラモンドが演じているが、このミームのもとになったセリフはオリジナルから改変されている。オリジナルの日本語版はもちろん、アニメの原作である漫画の英語版でも、ベジータは主人公の孫悟空の戦闘力について9000ではなく「8000以上だ…!」（over 8000!)と叫ぶ。

## 比較と分析

ミームをデザインにとりれいれたTシャツ。ベジータは左目に「スカウター」をつけている

『ドラゴンボール』の世界では、「戦闘力」（英語版ではPower Level/Battle Power）がキャラクターの強さを表現する重要な概念として作中に繰り返し登場する。キャラクターが自分の力を開放する（オーラを身にまとってそれが視覚化されることもある）と、この「戦闘力」も変化する。そして「スカウター」というアイテムがあれば、この戦闘力を数値化して測定することが可能である。第28話では、悟空がベジータとその仲間ナッパに対抗するための修行を終えて地球に戻って来る。しかし味方であるヤムチャ、天津飯、餃子、ピッコロがすでに殺されてしまったことを知り、怒りにまかせて力を開放すると、ベジータは悟空の戦闘力が爆発的に上がっていることを察知する。悟空の戦闘力をたずねるナッパに、オーシャン・プロダクション版のベジータは自分のスカウターを握り潰しながら「It's over nine thousand!」（9000以上だ！）と叫ぶ。
『ドラゴンボール』は様々な言語に吹き替えがされているが、英語版以外ではオリジナルと同じく「8000以上だ！」とそのまま翻訳されている場合がほとんどである。エンターテイメント全般を扱うウェブメディア「Screenrant」のライター、クレイグ・エルヴィは、英語版のセリフは事実上の誤訳であると主張している。『ドラゴンボール大全集7』には、英語の場合はベジータの口の動きにあわせるうえで「9000」のほうがよかったという吹き替え版製作チームの証言が掲載されていることもエルヴィは紹介しているが、一方でオーシャン・プロダクションは『ドラゴンボールZ』の吹き替えについて「数々の翻訳ミス（悟空はベジータが祖父の孫悟飯を殺したと思っている等）を犯していることで有名なので、それで簡単に説明がつくわけではない」と述べている。『ドラゴンボールZ』は後にベジータの声をクリストファー・サバトが演じて吹き替えをやり直したファニメーション版があるが、「It's Over 9000」というベジータのセリフは直されておらず、それ以降も英語版の吹き替えやテレビゲームでの特徴の一つになっている。

## 拡散
「It's Over 9000!」のセリフの前後を切り抜いて再構成した動画が最初にYouTubeにアップロードされたのは2006年10月17日である。日本語音声を前提につくられているベジータの口の動きのアニメーションが、ドラモンドが吹き替えた英語音声にも馴染んでいることを面白がるという趣旨だったが、Kajetokunは、友人に見せる内輪のネタとして動画をアップロードしたはずが翌日には再生数が2万回を超えて驚かされることになった。この動画は後にウェブコミック「VG cats」のホームページからリンクされて再生数は10倍に伸びた。 そしてIt's Over 9000!はミームとしての認知度が急上昇し、YouTubeにはほかにも様々なMAD動画がアップされたり、4chanにデモチベーターの画像が投稿された。2007年には4chanのモデレーターが、数字の7が入った書き込みがされたら「over 9000」に変換する単語フィルターを導入したため、インターネット・ミームとしてかつてないほどの悪名をはせた。Over 9000!を題材にした動画の再生数は最も多いもので1500万回に達し、そのほかのパロディ動画も多くの再生回数を獲得している。
エルヴィによれば「It's Over 9000!」は、英語圏のインターネット文化において最も人気のあるフレーズの一つに数えられるほどの認知度を得ている。2020年のゲーム『ドラゴンボールZ カカロット』にはこの象徴的なフレーズが登場しないが、ゲーム情報メディアのGame Revolutionのライターであるポール・タンブローは、制作会社は既存の英語版の吹き替えとの整合性をとるためにフレーズの修正ではなくそもそも出さないという判断をしたのだろうと推測している。

## 浸透

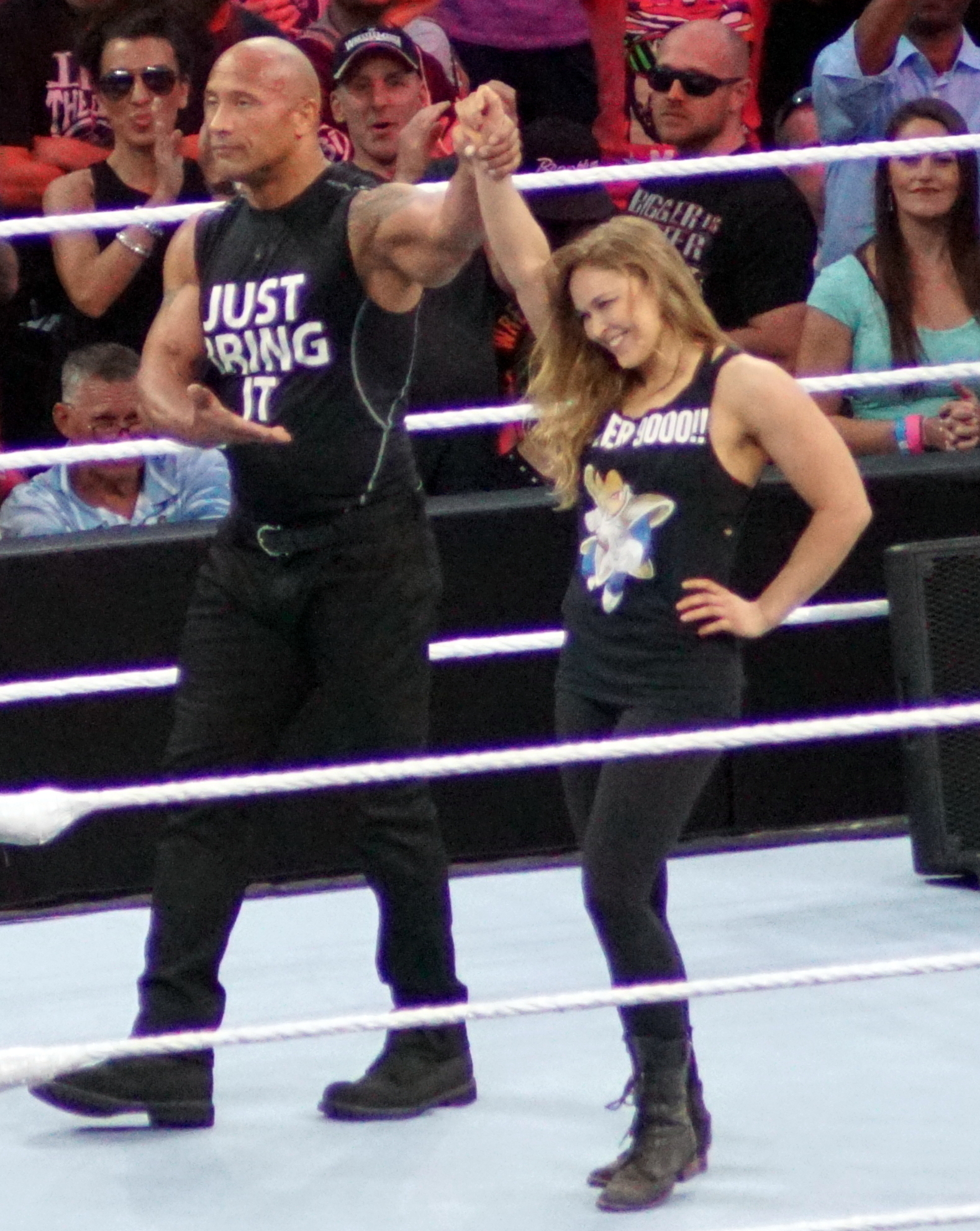
It's Over 9000!のロゴとベジータのイラストがはいったタンクトップを着ているロンダ・ラウジー（右）

「It's Over 9000!」は英語圏でドラゴンボール関連メディアについて語る時に引き合いに出されるだけでなく 、ミームとしてドラゴンボールに関係のない様々なメディアや創作作品に登場している。例えばスーパーマリオの二次創作アニメであるSuper Mario Bros. Zではドラモンドの吹き替え音声がサンプリングされている。ほかにはゲーム情報サイトGamezoneがPlayStation 3向けに発売されたファイナルファンタジーXIIIの大量のデモ動画をレビューする際にも使われたり、テレビアニメ『ダックテイルズ』のシーズン2エピソード17でも言及されるほか、FPSゲームの『Doom Eternal』でも隠し要素になっていた。アメリカのプロレスラー、オースティン・ワトソンは2013年のインタビューで、『ドラゴンボール』は大好きな作品で普段着用するレスラータイツにも「OVER 9000」と入れていると明かしている。2015年のレッスルマニア31では、女子プロレスラーのロンダ・ラウジーが「It's Over 9000!」のロゴとベジータのイラストがはいったタンクトップを着て登場した。

### 荒らし
2008年、オプラ・ウィンフリーのトーク番組の公式掲示板に、9000人のペドフィリアによる組織的ネットワークを代表したと称する匿名の荒らしコメントが投稿された。しかしオプラ・ウィンフリーはそれを無視することなく番組の途中で投稿を読み上げた。オーディエンスに向けたウィンフリーのメッセージはすぐさまYouTubeにアップロードされたが、ウィンフリーの所属プロダクションからの権利侵害の申し立てにより短時間で削除された。しかし特にウィンフリーが荒らしコメントで書かれた「9000本のペニス」の部分を読み上げた瞬間を切りぬいた無数のMAD動画がつくられてYouTubeにアップされており、以降も削除されないまま公開の状態が続いている。